# Omgekeerde elektrodialyse
Omgekeerde elektrodialyse, naar de Engelse term Reverse Electrodialysis afgekort tot RED, is een elektrochemische techniek om door het mengen van zout en zoetwater met ion-selectieve membranen blauwe energie op te wekken. Ook kan met omgekeerde elektrodialyse in combinatie met elektrodialyse of omgekeerde osmose elektriciteit worden opgeslagen.

## Werking
De werking van RED berust op speciale membranen, die alleen negatief geladen ionen of alleen positief geladen ionen doorlaten (ionselectieve membranen). Het membraan dat alleen negatieve deeltjes doorlaat, heet AEM (Anion Exchange Membrane), en het membraan dat alleen positieve deeltjes doorlaat heet CEM (Cation Exchange Membrane). RED kan toegepast worden met, gezien de fijnheid van de gebruikte membranen zeer zuiver zee- en zoetwater maar ook in een gesloten systeem met ammoniumbicarbonaat waarvan het brakke water door het verwarmen tot 60 graden kan worden geregenereerd.

### Opbouw
De minimale opbouw van een toepassing van RED heeft vier ruimtes. Tussen ruimte 1 en 2 zit een AEM, tussen ruimte 2 en 3 zit een CEM, en tussen ruimte 3 en 4 zit een AEM. 
Ruimte 1 is met twee buizen verbonden aan ruimte 4. In een van deze verbindingsbuizen zit een pomp. Ook zijn ruimtes 1 en 4 verbonden door een stroomgeleidende draad. De ruimtes 2 en 3 bevatten allebei twee buizen: een voor aanvoer en een voor afvoer.
In ruimtes 1 en 4 en in de verbindingsbuizen zit een elektrolytoplossing met het redoxkoppel Fe2+/Fe3+. Ruimte 2 is gevuld met water met een lage zoutconcentratie, en ruimte 3 met water met een hogere zoutconcentratie, zoals zeewater.

### Energieopwekking
Door het streven naar een hogere entropie zullen de ionen uit het zoute water naar het zoete water willen gaan (van ruimte 3 naar 2). De positieve ionen kunnen door het CEM, maar de negatieve ionen niet. Deze kunnen wel door het AEM naar ruimte 4, de elektrolytoplossing in.
Als dat gebeurt, zal er een lading ontstaan in de elektrolyt. Om dat te compenseren, vindt er een redoxreactie plaats, en verandert Fe3+ naar Fe2+. Hier wordt dus een elektron opgenomen. Doordat de vloeistof rondgepompt wordt, komt het negatieve ion in ruimte 1. Daar zal dit ion weer door het streven naar hogere entropie door het AEM gaan. Er is nu weer een lading ontstaan in de elektrolytoplossing. Fe2+ verandert dan weer naar Fe3+. Hier komt een elektron bij vrij. Dit elektron zal naar de stroomgeleidende draad gaan en daardoor naar ruimte 4 (waar een elektron nodig is). Er vindt dan dus een elektronentransport plaats, dus loopt er stroom.
Doordat er ionen verdwijnen bij het zoute water, en er ionen bij komen in het zoete water, zal dit proces steeds langzamer verlopen. Daarom wordt er nieuw zoet water en zout water toegevoerd, en het ontstane brakke water wordt afgevoerd.
Door het in serie schakelen van meerdere ruimtes kan de elektrische spanning worden verhoogd.

### Zelfde stacks ook voor ontzilting (ED) of voor directe productie waterstof
Door juist een spanning aan te brengen op de ion-selectieve membranen kan een RED-stack in principe ook gebruikt worden voor het ontzilten van zout of brakwater (dus als elektrodialyse).. Ook is het mogelijk om RED-stacks zo te modificeren dat als gevolg van een bepaald spanningsverschil door het mengen van zout en zoet water direct waterstof gemaakt kan worden..

### Elektriciteitopslag door elektrodialyse
Aquabattery in Delft ontwikkelt een (flow)batterij waarbij middels elektrodialyse een zoutoplossing wordt omgezet in water met verschillende zoutconcentraties om deze later middels de elektrolysestack weer te kunnen ontladen. Het waterschap Rivierenland test sinds 2022 een zoutwaterbatterij van Aquabattery. In deze flowbatterij wordt middels elektrodialyse een zoutoplossing omgezet in twee verschillende oplossingen met een verschillende zoutconcentratie. Om deze als Salanity Grade Energy opgeslagen energie later weer middels reversed elektrodialyse weer terug om te kunnen zetten in elektricteit  .